# 583
Раннє Середньовіччя. Триває чума Юстиніана. У Східній Римській імперії продовжується правління Маврикія. Лангобарди частково окупували Італію і утворили в ній Лангобардське королівство. Франкське королівство розділене між синами Хлотара I. Іберію займає Вестготське королівство. В Англії розпочався період гептархії. Авари та слов'яни утвердилися на Балканах.
У Китаї період Північних та Південних династій. На півдні править династія Чень, на півночі — династія Суй. Індія роздроблена. В Японії триває період Ямато. У Персії править династія Сассанідів. Степову зону Азії та Східної Європи контролює Тюркський каганат.
На території лісостепової України в VI столітті виділяють пеньківську й празьку археологічні культури. VI століття стало початком швидкого розселення слов'ян. У Північному Причорномор'ї співіснують різні кочові племена, зокрема кутригури, утигури, сармати, булгари, алани, авари, тюрки.

## Події
- Війна між персами та візантійцями не приносить значних успіхів жодній із сторін. Розпочалися мирні переговори.
- Візантійський імператор Маврикій припинив виплату щорічної данини аварам, які захопили Балкани.
- Франкські королі Гунтрамн та Хільперік ведуть міжусобну війну.
- Виникли сутички між баварами і слов'янами на Драві[1].

## Виноски
1. ↑  Antonia Bernard, Petite histoire de la Slovénie, Institut d'études slaves, 1996 (ISBN 2-7204-0316-4)